# كلية التربية الفنية (جامعة حلوان)
كلية التربية الفنية جامعة حلوان  كلية تابعة لجامعة حلوان بمصر. بدأت نواة الكلية بشكل علمى في عام 1937م بإنشاء قسم الرسم بمعهد التربية العالى للمعلمين، وبناء على القرار الجمهورى رقم 75 لسنة 1957م تحولت أقسام معهد التربية العالى للمعلمين إلى معاهد عليا متخصصة مستقلة وتم نقل قسم الرسم تحت اسم «المعهد العالى للتربية الفنية للمعلمين»، ومع إنشاء وزارة التعليم العالي انتقلت تبعية المعهد إليها، وعلى الجانب الآخر أُنشئ أول قسم للفنون الجميلة للمعلمات عام 1935م كقسم ملحق بمعهد التربية للمعلمات، ثم تحول في عام 1943م إلى معهد للبنات، واستقل بعد ذلك قسم التربية الفنية عن المعهد العالى للتربية في قسم خاص باسم معهد التربية الفنية للمعلمات، وفي عام 1950م بدأ بمنح درجة الدبلوم لمدة عام لخريجات كليات الفنون الجميلة والتطبيقية، وتخرجت أول دفعة عام 1962م، ثم تم ضم معهدى التربية الفنية للمعلمين والمعلمات تحت اسم المعهد العالى للتربية الفنية بالمقر الحالى عام 1966م، وفي عام 1975م انضم المعهد إلى جامعة حلوان باسم «كلية التربية الفنية».